# Auriac-sur-Dropt
Auriac-sur-Dropt é uma comuna francesa na região administrativa da Nova Aquitânia, no departamento Lot-et-Garonne. Estende-se por uma área de 5,23 km². Em 2010 a comuna tinha 181 habitantes (densidade: 34,6 hab./km²).